# Eleição municipal de Mossoró em 1992
A eleição municipal de Mossoró em 1992 ocorreu em 3 de outubro de 1992. A prefeita era Rosalba Ciarlini, do PFL, que terminaria seu mandato em 1 de janeiro de 1993. Dix-Huit Rosado, do PDT, foi eleito prefeito de Mossoró para o seu terceiro mandato.

## Resultado da eleição para prefeito

### Primeiro turno
| Candidatos a prefeito                | Candidatos a vice-prefeito     | Número | Coligação                              | Votação | Percentual |
| ------------------------------------ | ------------------------------ | ------ | -------------------------------------- | ------- | ---------- |
| Dix-Huit Rosado PDT                  | Sandra Rosado PMDB             | 12     | Vitória do Povo (PDT, PMDB, PSDB)      | 37.188  | 47,79%     |
| Luiz Colombo Ferreira Pinto Neto PFL | João Batista Xavier PPS        | 25     | Força do Povo (PFL, PPS, PST, PL, PDS) | 32.795  | 42,15%     |
| Luiz Carlos Martins PT               | Francisco Celeste Guimarães PT | 13     | Mossoró Liberta (PT, PCdoB)            | 6.557   | 8,43%      |
| Paulo Afonso Linhares PSB            | Herbert Mota PSB               | 40     | Não disponível                         | 1.273   | 1,64%      |